# Phoebe Omlie
Phoebe Jane Fairgrave Omlie (21 novembre 1902 - 17 juillet 1975) est une pionnière de l'aviation américaine, particulièrement reconnue pour ses exploits comme l'une des premières femmes aviatrices. Phoebe Omlie est la première femme à obtenir un diplôme de mécanicienne dans l'aviation, et la première femme à détenir le permis de pilote d'avion de transport. Elle est également la première femme à avoir été nommée à un poste fédéral dans l'aviation.
À la fin des années 1920 et au début des années 1930, Omlie a battu plusieurs records du monde dans l'aviation, notamment le plus haut saut en parachute effectué par une femme. Elle est aussi la première femme à avoir survolé les montagnes Rocheuses dans un avion léger. La Première dame des États-Unis, Eleanor Roosevelt, la considérait comme l'une des « 11 femmes dont les exploits permettent de dire que le monde progresse. »

## Jeunesse
Phoebe Omlie naît le 21 novembre 1902 à Des Moines dans l'Iowa. Elle est la fille de Harry J. Park et Madge Traister Park. Après avoir divorcé de Harry Park, Madge Traister épouse Andrew Fairgrave, qui adopte ses deux enfants, Phoebe et Paul, et leur donne son nom. Phoebe et son frère Paul fréquentent l'école d'Oak Park à Des Moines jusqu'à l'âge de 12 ans, quand la famille déménage à Saint Paul dans le Minnesota. C'est à ce moment-là que Phoebe Fairgrave fréquente Madison School et la Mechanic Arts High School et obtient son diplôme en 1920. Phoebe Fairgrave commence à se passionner pour l'aviation la veille de son diplôme, lorsque le président Woodrow Wilson visite Minneapolis. La visite du président Wilson est commémorée par un spectacle aérien qui est le premier auquel Phoebe Fairgrave assiste,

## Carrière d'aviatrice

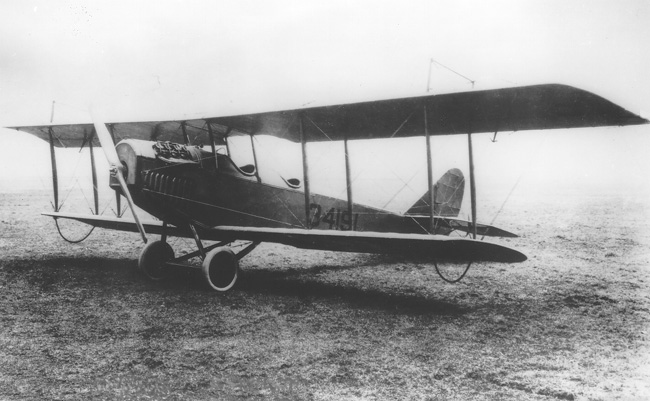
Un Curtiss JN-4.

Peu après la fin de ses études supérieures, Phoebe Fairgrave passe quelques mois à l'école dramatique de Guy Durrell et travaille brièvement comme secrétaire. Ennuyée par ses perspectives professionnelles, elle commence à traîner autour des aérodromes près de chez elle et tente de convaincre le directeur de l'aéroport de permettre à l'un de ses instructeurs de vol de la prendre en avion. Le directeur finit par accepter, pensant qu'il pourrait taire l'intérêt de Phoebe Fairgrave pour l'aviation en exécutant diverses manœuvres acrobatiques dans le but de la rendre malade. Au lieu de cela, Phoebe Fairgrave a exigé un temps de vol plus long et a utilisé une partie de son héritage pour acheter un biplan Curtiss JN-4 après son quatrième vol.
Toujours dans son adolescence, Phoebe Fairgrave commence à effectuer des acrobaties sur l'aile de son avion alors qu'un autre pilote restait aux commandes. Phoebe Fairgrave commence à marcher sur les ailes, à s'accrocher sous l'avion avec ses dents, à faire du parachute et à « danser le Charleston sur l'aile supérieure ». Elle applique les cascades qu'elle a apprises et bat le record du saut en parachute le plus élevé dans la catégorie féminine en sautant de son avion à 4 600 m (MSL). Elle apparaît également au cinéma, où elle fait des acrobaties et des cascades aériennes pour le feuilleton The Perils of Pauline. C'est à cette occasion qu'elle rencontre Vernon C. Omlie, qui deviendra son mari. Après son record en saut en parachute, Phoebe Fairgrave et Vernon C. Omlie survolent le pays lors d'une tournée de barnstorming et se marient en 1922.
En 1925, le couple Omlie déménage à Memphis dans le Tennessee et commence à proposer des leçons de vol et des services mécaniques aux résidents locaux. Un an plus tard, en 1927, Phoebe Omlie devient la première femme à obtenir un permis de mécanicienne d'avion, ainsi que la première à détenir le permis de pilote d'avion de transport. Tandis que Vernon Omlie continue d'exploiter l'entreprise et de travailler comme instructeur de vol, Phoebe Omlie travaille pour la Mono Aircraft Company. En 1928, alors qu'elle pilote l'avion léger Monocoupe 90 depuis l'aéroport international de Quad City, Phoebe Omlie établit un record mondial d'altitude dans la catégorie femmes en atteignant 25 700 pieds (7 700 m) (MSL). Cette même année, Omlie participe à l'Edsel Ford Air Tour et devient la première femme à traverser les montagnes Rocheuses dans un avion léger. Phoebe Omlie cofonde plus tard l'Organisation internationale des femmes pilotes « Ninety-Nines » après avoir participé à une course avec Amelia Earhart.
La réussite de Phoebe Omlie en tant que pilote est reconnue par le Comité national démocrate, et elle se voit désignée pour transporter en avion une oratrice à travers le pays pour la campagne présidentielle de 1932 du gouverneur Franklin D. Roosevelt. Après une campagne réussie, Phoebe Omlie est nommée par le président Roosevelt comme la « conseillère spéciale de l'Air Intelligence au sein du Comité consultatif national pour l'aéronautique ». Cela fait d'elle la première femme à être nommée à un poste fédéral dans l'aviation. Dans ce rôle, Phoebe Omlie agit en tant que « coordinatrice entre le Comité consultatif national de l'aéronautique et le Bureau du commerce aérien » aux côtés d'Amelia Earhart pour créer ce qui deviendra le Système national de l'espace aérien.
Le 5 août 1936, Vernon Omlie et sept autres passagers sont tués dans un crash d'avion commercial à Saint-Louis dans le Missouri, alors qu'ils essayaient d'atterrir dans des conditions de brouillard. Phoebe Omlie a immédiatement démissionné de son poste à Washington D.C. et retourne à Memphis. Après la mort de son mari, Phoebe Omlie ne retourne à Washington en Caroline du Nord, qu'en 1941, date à laquelle elle accepte un poste de « spécialiste sénior des vols privés de l'Autorité de l'aéronautique civile ». À ce poste, et pour répondre à l'important besoin de pilotes pendant la Seconde Guerre mondiale, Phoebe Omlie ouvre 66 écoles de vol dans 46 États, en incluant une école à Tuskegee dans l'Alabama qui formera plus tard les célèbres Tuskegee Airmen. Avec le Tennessee Bureau of Aeronautics, elle met en place un programme « expérimental » pour former des instructrices. La première classe, composée de dix femmes issues de divers États, suit une formation entre septembre et février 1943. Le but de cette classe est d'établir la conviction forte et controversée que « [...] si les femmes peuvent enseigner aux hommes à marcher, elles peuvent leur apprendre à voler. » Ces femmes instruisent des hommes et des femmes pilotes dans des programmes d'entraînement militaire et civil, y compris le Navy V-5 et les Women Airforce Service Pilots des United States Army Air Forces.
Insatisfaite de la réglementation croissante de l'industrie de l'aviation par le gouvernement fédéral des États-Unis sous le président Harry S. Truman, Phoebe Omlie démissionne en 1952 et quitte l'aviation,

## Fin de vie
Après avoir démissionné de la Civil Aeronautics Authority (Autorité civile de l'aéronautique), Phoebe Omlie retourne à Memphis et achète une ferme d'élevage à Como dans le Mississippi. Son inexpérience dans l'exploitation d'une ferme d'élevage pose problème dans la gestion de la ferme, et elle l'échange quelques années plus tard pour un petit café et un hôtel à Lambert dans le Mississippi. Les affaires de l'hôtellerie se révélèrent tout aussi infructueuses et Phoebe Omlie revient à Memphis en 1961.
Quelque temps avant sa mort, Omlie gagne un peu d'argent en tant que conférencière. Elle passe les dernières années de sa vie dans la solitude, vivant dans un flophouse à Indianapolis dans l'Indiana, luttant contre un cancer du poumon et l'alcoolisme. Phoebe Omlie meurt le 17 juillet 1975 et est enterrée à côté de son mari dans le cimetière de Forest Hill (en). En juin 1982, une nouvelle tour de contrôle du trafic aérien est dédiée et nommée en l'honneur de Phoebe Omlie et son mari à l'aéroport international de Memphis,,.